# 丘亮辉
丘亮辉（1935年—），男，广东大埔人，中国冶金史学家、学术活动组织专家，曾任中国自然辩证法研究会副理事长，中国科学技术史学会常务理事。